# Jeremi Wiśniowiecki
Jeremi Michał Korybut Wiśniowiecki (ukránul: Ярема Вишневецький) (1612. augusztus 17. – 1651. augusztus 20.) lengyel herceg, katona, hadvezér, Lubnie hercegvajdája.

## Élete
1612-ben született gazdag hercegi családban. Keresztelésekor két nevet kapott: Jeremi (nagyapja nyomán) és Michał (apja nyomán). Fiatalon beutazta egész Európát. Rövid ideig a lvivi jezsuita egyetemen és egy olasz kollégiumban tanult, majd Hollandiában katonai tapasztalatot szerzett. Hazatérve a családi birtokokat igazgatta, amelyek a mai Ukrajna jelentős részét foglalták magukba. Birtokát gyakran nevezték „Łubniei államnak”, sőt olykor „Łubniei birodalomnak”, mivel kiterjedése nagyobb volt, mint sok akkori államé. Saját hadserege is volt, amely több ezer főt számlált, soraiban jelentős számban voltak – feljegyzések szerint – magyar zsoldosok és önkéntesek is. 1632-ben az ortodox vallásról áttért a római katolikus hitre, és ettől kezdve az ukrán ortodox parasztokat és pópákat próbálta – nem egy esetben erőszakkal – áttéríteni. Számos háborúban és hadjáratban vett részt és katonai tapasztalatokat szerzett, csapatai azonban gyakran élősködtek az ukrán parasztokon, és jelentős hadisarcokat szedtek. A Szmolenszki hadjárat (1633–1634) során elkísérte Aleksander Piaseczyńskit, a Déli Hadsereg vezérét, és több fontos ütközetben is részt vett, például Putywl ostroma során. Ezekben a háborúkban jelentős vagyonra tett szert, ahogyan magánháborúiban is. Nem sokkal később Samuel Łaszcz mágnás ellen harcolt, és bár győzött, sok ellenséget is szerzett magának. Több hadjáratot vezetett külföldre, így Moldvába is bevonult lengyel, ukrán és kozák csapatai élén. Ez volt az oka annak, hogy 1636-ban a szejm ellenezte húga, Anna és IV. Ulászló lengyel király házasságát. Wiśniowiecki maga Gryzelda Zamoyskát vette feleségül, lánya pedig Tomasz Zamoyski kancellárhoz ment hozzá 1639-ben. Eközben, 1637-ben Mikołaj Potocki oldalán a Pavel Pavluk vezette ukrán lázadók ellen, a következő évben pedig Dymitr Hunia ellen harcolt. Ezek után ő és barátai a velük szemben álló vagy engedetlen lengyel mágnások elleni terrorba kezdtek, és többeket megöltek vagy megkínoztak. 1641-ben meghalt a nagybátyja, és a maradék birtokok is rá szálltak, de kisebb konfliktusa még volt Aleksander Ludwik Radziwiłłal, aki azt állította, hogy a földet ő örökölte. Saját jobbágyai és Ukrajna népének körében nagy gyűlölet övezte elviselhetetlen adói, kegyetlensége, zsarnoki uralma és növekvő magánháborúi, valamint az ortodoxok üldözése miatt. Fokozatosan az őt korábban szolgáló kozákok is ellene fordultak. Amikor kitört az 1648–54-es kozák–lengyel háború, ő is harcba indult, és komoly katonai hozzáértésről tett tanúbizonyságot. Zbaraż ostrománál sikeresen védte a várat a többszörös túlerőben lévő kozák–tatár erőkkel szemben, míg végül szabad elvonulás fejében elhagyhatta a várat. A beresztecskói csatában az ő ezredei fordították a csata kimenetelét a lengyelek oldalára, és súlyos vereséget mértek a kozákokra.
Az elfogott felkelőkkel mindig nagy kegyetlenséggel bánt el: megégetésekkel, karóbahúzásokkal, csonkításokkal büntette őket, ezzel még inkább elmélyítve az ukránok és kozákok vele szemben érzett gyűlöletét.

## Halála
1651. augusztus 20-án, 11 órakor halt meg. Azonnal szóbeszédek kezdtek keringeni a halálával kapcsolatban. Hogy megnyugtassák a katonákat, vizsgálatot indítottak az ügyben, és elrendelték a boncolást. Pontos leírás nem maradt fenn, csak egy üzenet, amely szerint a herceg belső szervei (különösen a belek és a szív) nagyon zsírosak voltak. Nem sikerült megállapítani a halál okát.
Négy teória ismert:
- Kolera vagy hasmenés – abban a korban sok emberrel végzett a kolera
- Ételmérgezés
- Arzénmérgezés
- Szélütés

## A kultúrában
- A híres lengyel gitárosnak, Jacek Kaczmarskinak szól róla egy dala.
- Ő az egyik szereplője Henryk Sienkiewicz Irodalmi Nobel-díjas lengyel író Tűzzel, vassal című regényének, amely az 1648-ban kitört ukrán lázadás eseményeit dolgozza fel.
- Az 1999-es, azonos című filmben Andrzej Seweryn alakította.